# Hickson 31

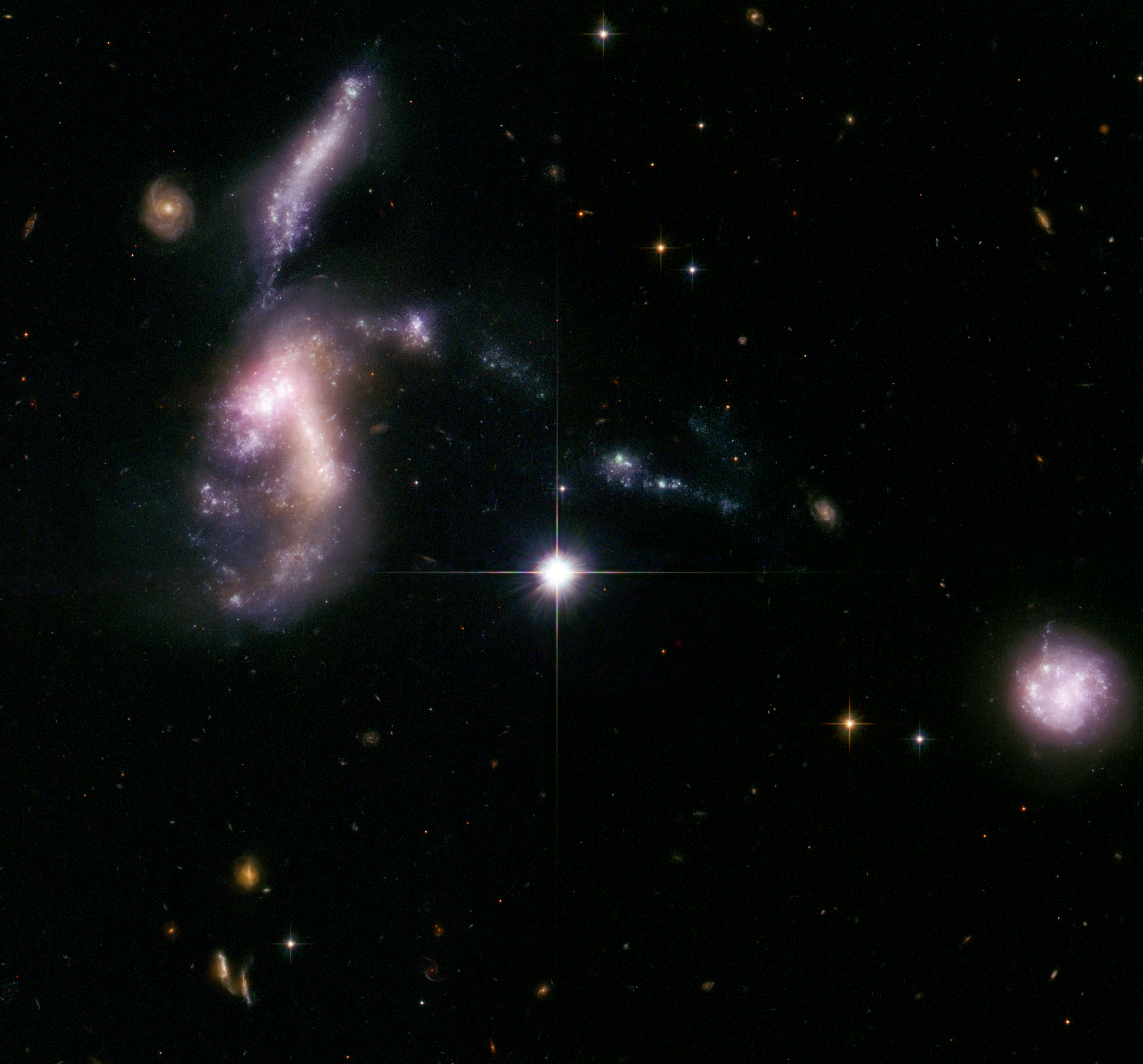
Galaktyki grupy Hickson 31. Złożenie obrazu zdjęć wykonanych w świetle podczerwonym przez Kosmiczny Teleskop Spitzera, w świetle nadfioletowym przez teleskop kosmiczny GALEX oraz w świetle widzialnym przez Kosmiczny Teleskop Hubble’a. Jasny mały obiekt w centrum zdjęcia to gwiazda pierwszego planu.

Hickson 31 – zwarta grupa galaktyk powiązanych ze sobą grawitacyjnie, znajdujących się w trakcie procesu łączenia. Została skatalogowana przez Paula Hicksona w jego katalogu pod numerem 31. Znajduje się w konstelacji Erydanu. Grupa ta rozciąga się na przestrzeni około 150 tysięcy lat świetlnych.
Hickson 31 znajduje się w odległości około 166 milionów lat świetlnych od Ziemi. Grupa ta zawiera trzy galaktyki karłowate oraz jedną galaktykę spiralną silnie ze sobą oddziałujące. Widoczne na zdjęciu wykonanym Kosmicznym Teleskopem Hubble’a cztery galaktyki Hickson 31 powoli zlewają się ze sobą. Dwie jaśniejsze galaktyki grupy po lewej stronie znajdują się w trakcie łączenia. Galaktyka znajdująca się powyżej jest z nimi powiązana mostem gwiazd. Dwie jaśniejsze galaktyki grupy wyciągnęły też linę z gwiazd w kierunku galaktyki spiralnej znajdującej się po prawej stronie obrazu. Końcowym efektem będzie połączenie całej grupy galaktyk w jedną, większą galaktykę eliptyczną. Proces ten zajmie więcej niż miliard lat.

## Galaktyki grupy
| Nazwa               | Typ               | Rektascensja (J2000) | Deklinacja (J2000) | Redshift (km/s) | Wielkość gwiazdowa |
| ------------------- | ----------------- | -------------------- | ------------------ | --------------- | ------------------ |
| NGC 1741A (HCG 31a) | Sdm HII           | 05h 01m 38,67s       | -04° 15′ 33,6″     | 4074 ± 1        | +15,62             |
| NGC 1741B (HCG 31b) | SB(s)m pec sp HII | 05h 01m 35,25s       | -04° 15′ 51,6″     | 4136 ± 2        | +15,21             |
| PGC 16573 (HCG 31c) | SB(s)m pec: HII   | 05h 01m 37,76s       | -04° 15′ 28,4″     | 4019 ± 0        | +13,3              |
| PGC 16571 (HCG 31d) | Sbc               | 05h 01m 35,44s       | -04° 15′ 24,2″     | 26900 ± 65      | +18,53             |